# Pelegrina clavator
Pelegrina clavator är en spindelart som beskrevs av Maddison 1996. Pelegrina clavator ingår i släktet Pelegrina och familjen hoppspindlar. Inga underarter finns listade i Catalogue of Life.